# Cruzeiro de Castelões

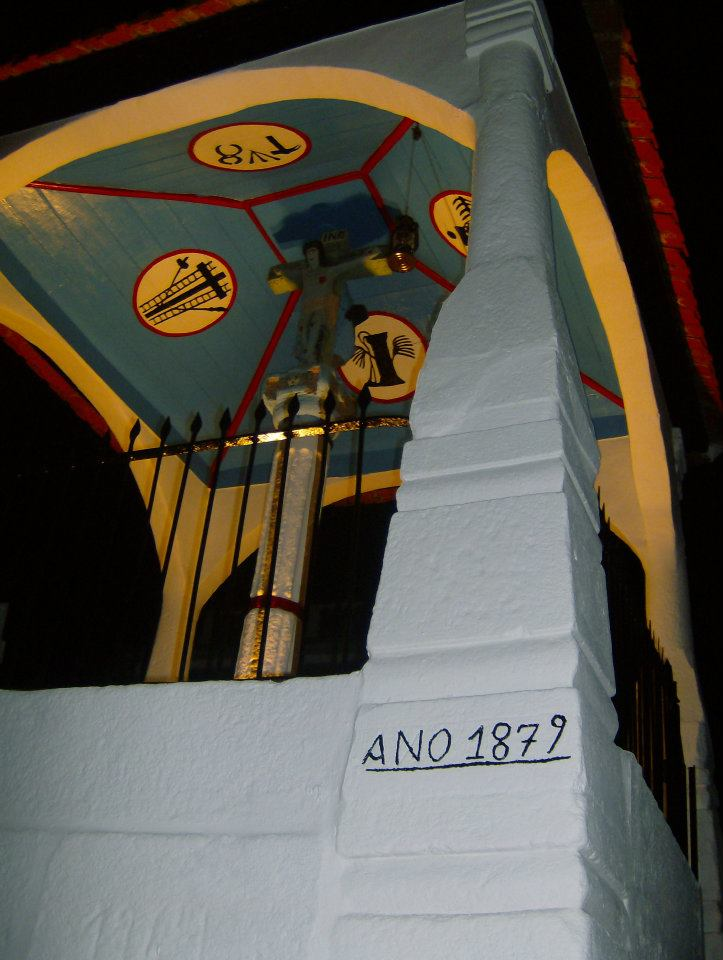
Pormenor

O Cruzeiro de Castelões está localizado em Castelões, na atual freguesia de Calvão e Soutelinho da Raia, Município de Chaves, Distrito de Vila Real, em Portugal.
Tem características únicas em todo o município e provavelmente em toda a região. Construído no ano de 1879, assemelha-se aos cruzeiros galegos por terem esculpidas figuras em ambas as faces da cruz, que no caso são, o Senhor Crucificado e a Senhora dos Aflitos.
Monumento de grandes dimensões, edificado na artéria principal do povoado, sobre uma base quadrada em cantaria, seguindo-se quatro paredes e quatro colunas, também em granito, que sustentam um telhado de quatro águas com telha cerâmica.
No interior, ao centro, tem uma coluna trabalhada em granito com a cruz de imagem dupla no topo e o tecto é forrado a madeira, com pinturas de arte Sacra e alusivas à crucificação de Cristo.